# Nguyễn Văn Quân (Hậu Giang)
Nguyễn Văn Quân (sinh năm 1980) là chính trị gia người Việt Nam. Ông hiện là Ủy viên Ban Chấp hành Đảng bộ tỉnh, Bí thư Đảng ủy, Giám đốc Sở Công thương tỉnh Hậu Giang. Đại biểu Quốc hội Việt Nam khóa XV nhiệm kì 2021 - 2026 thuộc đoàn Đại biểu Quốc hội tỉnh Hậu Giang 

## Xuất thân
Ông sinh ngày 8/3/1980 tại xã Tân Tiến, thành phố Vị Thanh, Hậu Giang.
Chỗ ở hiện tại Số 20, đường Nguyễn Văn Siêu, phường III, thành phố Vị Thanh, tỉnh Hậu Giang

## Giáo dục
Giáo dục phổ thông: 12/12
- Chuyên môn, nghiệp vụ: Cử nhân Luật
- Học vị: Thạc sĩ Luật
- Lý luận chính trị: Cao cấp
- Ngoại ngữ: Tiếng Anh B1

## Sự nghiệp
Ông vào Đảng ngày 18/5/2006
- 1/2004 - 10/2006: Chuyên viên Phòng Đăng ký kinh doanh, Sở Kế hoạch và Đầu tư tỉnh Hậu Giang
- 10/2006 - 4/2011: Ủy viên Ban Chấp hành Đảng ủy Sở, Phó Trưởng phòng Phòng Đăng ký kinh doanh, Sở Kế hoạch và Đầu tư tỉnh Hậu Giang
- 4/2011 - 3/2012: Ủy viên Ban Chấp hành Đảng ủy Sở, Trưởng phòng Phòng Đăng ký kinh doanh, Sở Kế hoạch và Đầu tư tỉnh Hậu Giang
- 3/2012 - 2/2015: Phó Bí thư Đảng ủy, Chủ tịch UBND thị trấn Mái Dầm, huyện Châu Thành, tỉnh Hậu Giang
- 2/2015 - 12/2019: Ủy viên Ban Chấp hành Đảng ủy Sở, Chủ tịch Công đoàn cơ sở, Phó Giám đốc Sở Kế hoạch và Đầu tư tỉnh Hậu Giang
- 12/2019 - 10/2020: Bí thư Đảng ủy, Giám đốc Sở Tư pháp tỉnh Hậu Giang
- 10/2020 - nay: Ủy viên Ban Chấp hành Đảng bộ tỉnh, Bí thư Đảng ủy, Giám đốc Sở Tư pháp tỉnh Hậu Gian
- 7/2021: Đại biểu Quốc hội khóa XV.
- Ngày 29/9/2022: được điều động, bổ nhiệm giữ chức Giám đốc Sở Công thương tỉnh Hậu Giang thay ông Huỳnh Thanh Phong làm Phó Bí thư Thành ủy Vị Thanh